# Patrick Poulin
Pour les articles homonymes, voir Poulin.
Patrick Poulin (né le 23 avril 1973 à Vanier, Québec au Canada) est un joueur professionnel canadien de hockey sur glace.

## Carrière de joueur
Excellent au niveau junior avec le Laser de Saint-Hyacinthe, il est réclamé par les Whalers de Hartford lors du repêchage de la Ligue nationale de hockey en 1991. À sa première saison complète avec les Whalers, il obtient son meilleur résultat en carrière avec 51 points (20 buts et 31 assistances). Hartford voulant plus d'expérience, il est échangé aux Blackhawks de Chicago la saison suivante en retour de Steve Larmer et de Bryan Marchment.
Après quelques saisons avec les Blackhawks, il passe au Lightning de Tampa Bay et par la suite aux Canadiens de Montréal. Il ne devient jamais l'attaquant que l'on a espéré, se contentant majoritairement d'un poste sur la 3e ligne d'attaque tout au long de sa carrière qui se termine au terme de la saison 2001-2002 avec les Citadelles de Québec dans la Ligue américaine de hockey.

## Après carrière
Il est actuellement propriétaire d'une compagnie de remorquage à Montréal nommée Topspeed et d'un Burger King à St-Eustache qui est désormais définitivement fermé.

## Statistiques
| Saison     | Équipe                    | Ligue      |     | Saison régulière | Saison régulière | Saison régulière | Saison régulière | Saison régulière |    | Séries éliminatoires | Séries éliminatoires | Séries éliminatoires | Séries éliminatoires | Séries éliminatoires |
| Saison     | Équipe                    | Ligue      | PJ  | B                | A                | Pts              | Pun              | PJ               | B  | A                    | Pts                  | Pun                  |                      |                      |
| 1988-1989  | Gouverneurs de Sainte-Foy | QAAA       | 42  | 28               | 42               | 70               | 44               | 13               | 13 | 23                   | 26                   | 24                   |                      |                      |
| 1989-1990  | Laser de Saint-Hyacinthe  | LHJMQ      | 60  | 25               | 26               | 51               | 55               | 12               | 1  | 9                    | 10                   | 5                    |                      |                      |
| 1990-1991  | Laser de Saint-Hyacinthe  | LHJMQ      | 56  | 32               | 38               | 70               | 82               | 4                | 1  | 1                    | 2                    | 6                    |                      |                      |
| 1991-1992  | Laser de Saint-Hyacinthe  | LHJMQ      | 56  | 52               | 86               | 138              | 58               | 5                | 2  | 2                    | 4                    | 4                    |                      |                      |
| 1991-1992  | Indians de Springfield    | LAH        | -   | -                | -                | -                | -                | 1                | 0  | 0                    | 0                    | 0                    |                      |                      |
| 1991-1992  | Whalers de Hartford       | LNH        | 1   | 0                | 0                | 0                | 2                | 7                | 2  | 1                    | 3                    | 0                    |                      |                      |
| 1992-1993  | Whalers de Hartford       | LNH        | 81  | 20               | 31               | 51               | 37               | -                | -  | -                    | -                    | -                    |                      |                      |
| 1993-1994  | Whalers de Hartford       | LNH        | 9   | 2                | 1                | 3                | 11               | -                | -  | -                    | -                    | -                    |                      |                      |
| 1993-1994  | Blackhawks de Chicago     | LNH        | 58  | 12               | 13               | 25               | 40               | 4                | 0  | 0                    | 0                    | 0                    |                      |                      |
| 1994-1995  | Blackhawks de Chicago     | LNH        | 45  | 15               | 15               | 30               | 53               | 16               | 4  | 1                    | 5                    | 8                    |                      |                      |
| 1995-1996  | Ice d'Indianapolis        | LIH        | 1   | 0                | 1                | 1                | 0                | -                | -  | -                    | -                    | -                    |                      |                      |
| 1995-1996  | Blackhawks de Chicago     | LNH        | 38  | 7                | 8                | 15               | 16               | -                | -  | -                    | -                    | -                    |                      |                      |
| 1995-1996  | Lightning de Tampa Bay    | LNH        | 8   | 0                | 1                | 1                | 0                | 2                | 0  | 0                    | 0                    | 0                    |                      |                      |
| 1996-1997  | Lightning de Tampa Bay    | LNH        | 73  | 12               | 14               | 26               | 56               | -                | -  | -                    | -                    | -                    |                      |                      |
| 1997-1998  | Lightning de Tampa Bay    | LNH        | 44  | 2                | 7                | 9                | 19               | -                | -  | -                    | -                    | -                    |                      |                      |
| 1997-1998  | Canadiens de Montréal     | LNH        | 34  | 4                | 6                | 10               | 8                | 3                | 0  | 0                    | 0                    | 0                    |                      |                      |
| 1998-1999  | Canadiens de Montréal     | LNH        | 81  | 8                | 17               | 25               | 21               | -                | -  | -                    | -                    | -                    |                      |                      |
| 1999-2000  | Canadiens de Montréal     | LNH        | 82  | 10               | 5                | 15               | 17               | -                | -  | -                    | -                    | -                    |                      |                      |
| 2000-2001  | Canadiens de Montréal     | LNH        | 52  | 9                | 11               | 20               | 13               | -                | -  | -                    | -                    | -                    |                      |                      |
| 2001-2002  | Citadelles de Québec      | LAH        | 31  | 12               | 7                | 19               | 6                | 3                | 0  | 2                    | 2                    | 0                    |                      |                      |
| 2001-2002  | Canadiens de Montréal     | LNH        | 28  | 0                | 5                | 5                | 6                | -                | -  | -                    | -                    | -                    |                      |                      |
| Totaux LNH | Totaux LNH                | Totaux LNH | 634 | 101              | 134              | 235              | 299              | 32               | 6  | 2                    | 8                    | 8                    |                      |                      |

| Année | Équipe         | Compétition                 |   | PJ | B | A | Pts | Pun |
| 1992  | Canada -20 ans | Championnat du monde junior | 7 | 2  | 2 | 4 | 2   |     |

## Trophées et honneurs personnels
- Ligue de hockey junior majeur du Québec
  - 1990 : nommé dans l'équipe d'étoiles des recrues
  - 1992 : nommé dans la 1re équipe d'étoiles

Un aréna a été nommé en son honneur dans sa ville natale de Vanier maintenant un quartier de la ville de Québec .

## Transactions en carrière
- 2 novembre 1993 : échangé aux Blackhawks de Chicago par les Whalers de Hartford en retour de Steve Larmer et de Bryan Marchment.
- 20 mars 1996 : échangé au Lightning de Tampa Bay par les Blackhawks de Chicago avec Igor Ulanov et un choix de 2e ronde (échangé par la suite aux Devils du New Jersey, New Jersey sélectionne Pierre Dagenais) lors du d'entrée dans la LNH en 1996 en retour de Enrico Ciccone et d'un choix de 2e ronde (Jeff Paul) lors du d'entrée dans la LNH en 1996.
- 15 janvier 1998 : échangé aux Canadiens de Montréal par le Lightning de Tampa Bay avec Mick Vukota en retour de Stéphane Richer, Darcy Tucker et de David Wilkie.